# Městský dům čp. 24 (Vidnava)
Městský dům čp. 24 je nárožní dům na Mírovém náměstí v sousedství novodobé budovy čp. 21 ve Vidnavě v okrese Jeseník. Byl zapsán do seznamu kulturních památek ČR před rokem 1988 a je součástí městské památkové zóny Vidnava.

## Historie
Významný urbanistický rozvoj města probíhal na přelomu 15. a 16. století; vyvrcholil v roce 1551 výstavbou renesanční radnice. Další vliv na renesanční přestavbu města měl požár v roce 1574. V období třicetileté války město v roce 1632 vyhořelo a znovu se obnovovalo. Další přestavby v podobě dolnoslezského baroka přišly po požáru části města v roce 1713. Rozvoj plátenictví znamenal rozvoj výstavby po skončení sedmileté války. V třicátých letech 19. století byla zbourána převážná část hradeb i obě městské brány. Podle mapy stabilního katastru lze zaznamenat růst města, jehož vrcholem je rok 1850, kdy se sídlem soudního okresu stal Jeseník. Ve Vidnavě pak byly nejvýznamnějšími stavbami nová radnice (1867), gymnázium (1871), škola (1887) s kaplí (1898) a filiálním domem (1914) boromejek, kostel svatého Františka z Assisi (1897) nebo stavba železnice (1897). V období první republiky začala Vidnava upadat. V druhé polovině 20. století byla řada cenných měšťanských domů zbořena nebo zcela přestavěna. Na jejich místě byly postaveny panelové domy. V roce 1992 bylo po vyhlášení památkové zóny městské historické jádro konsolidováno.
Mezi domy památkové zóny patří nárožní dům na Mírovém náměstí čp. 24 se dvěma barokními štíty z 18. století, který byl postaven na středověkém jádře a později často přestavován.

## Popis
Měšťanský dům je nárožní jednopatrová čtyřosá zděná stavba se dvěma štíty a sedlovými střechami. Průčelí hladce omítnuté je otočeno do náměstí. Je členěno patrovou římsou a ukončeno korunní římsou a je ohraničen lizénovým rámem. V přízemí ve třetí ose zleva je prolomen pravoúhlý vchod, vpravo jedno, vlevo dvě pravoúhlá okna v rámech (v šedesátých letech 20. století byly čtyři okna a vchod). V patře nasedají na parapetní římsu čtyři pravoúhlá okna se segmentovými nadokenními římsami. Nad korunní římsou jsou dva shodné štíty se dvěma okny dělenými do šesti polí. Štíty jsou barokně vykrajované a zakončené volutou. Nad okny je římsa, na kterou nasedá půlkulatý nástavec s naznačeným slepým kulatým oknem.
Boční průčelí je hladké šestiosé s pravoúhlým vchodem v přízemí. Místnosti v přízemí a v chodbě byla valená klenba s výsečemi, ostatní místnosti mají ploché stropy.